# АЕС Ґерегу
Атомна електростанція Герегу — двореакторна атомна електростанція, яка планується в Нігерії. Проект передбачає будівництво двох ядерних реакторів, поставлених компанією «Атомбудекспорт», а станція буде розташована в Ґерегу, штат Когі.
Це частина зусиль, спрямованих на вирішення проблеми дефіциту електроенергії в країні. За даними Світового банку, у 2014 році більше 40% території країни були не електрифікованими.
Нігерійська комісія з атомної енергії (NAEC) пояснила, що місце для будівництва двох ядерних реакторів було обрано після належних міркувань. Попереднє ліцензування схваленого майданчика очікується до кінця 2016 року від Нігерійського ядерного регуляторного органу (NNRA), який розпочав процес розробки ліцензії.
30 жовтня 2017 року російська державна компанія «Росатом» і Нігерія підписали угоди про будівництво та експлуатацію атомної електростанції.
Завод буде співфінансуватися Росатомом, який побудує, володітиме, експлуатуватиме та передасть (BOT) його уряду Нігерії. Орієнтовна вартість – близько 10 мільярдів доларів.
У жовтні 2022 року Ґерегу стала першою енергетичною компанією, яка вийшла на фондову біржу Нігерії.